# Sokołowiec
Sokołowiec (niem. Falkenhain) – wieś w Polsce, położona w województwie dolnośląskim, w powiecie złotoryjskim, w gminie Świerzawa, na Pogórzu Kaczawskim w Sudetach Zachodnich.

## Podział administracyjny
W latach 1975–1998 miejscowość należała administracyjnie do województwa jeleniogórskiego.

## Demografia
Według Narodowego Spisu Powszechnego (III 2011 r.) liczył 688 mieszkańców. Jest drugą co do wielkości miejscowością gminy Świerzawa.

## Nazwa
12 listopada 1946 nadano miejscowości polską nazwę Sokołowiec.

## Opis
Sokołowiec leży w zachodniej części Pogórza Kaczawskiego. Jest to długa wieś leżąca w dolinie potoku Czermnica, oddzielającej Wysoczyznę Ostrzycką od Działu Jastrzębnickiego. Południowy kraniec sięga do Rowu Wlenia. Na południowy wschód od centrum wsi leżą Sokołowskie Wzgórza.

## Budowa geologiczna
Podłoże zbudowane jest ze skał osadowych i wulkanicznych niecki północnosudeckiej. Są to górnokarbońskie margle oraz dolnopermskie (czerwony spągowiec) piaskowce, zlepieńce, mułowce, porfiry i melafity oraz ich tufy. Na tych skonsolidowanych skałach zalegają piaski i żwiry trzeciorzędowe i czwartorzędowe oraz plejstoceńskie gliny zwałowe.

## Zabytki
Do wojewódzkiego rejestru zabytków wpisane są:
- gotycki kościół parafialny pw. św. Jadwigi, z połowy XIII wieku, XVI wiek, XVIII wiek. Zachowany wczesnogotycki portal, krzyżowo-żebrowe sklepienia prezbiterium. Wewnątrz gotycka Madonna z Dzieciątkiem z XV w., barokowe ołtarze, ambona i chrzcielnica. W latach 1959–1961 odnowiono elewację i przeprowadzono remont wieży[6]
- cmentarz przykościelny
- plebania, nr 216, z pierwszej ćwierci XIX wieku

### Sokołowiec Dolny
- Zespół pałacowy
  - pałac, z drugiej połowy XVIII wieku
  - park, z końca XVIII wieku

### Sokołowiec Górny
- pałac górny, nr 113, obecnie nr 124 (?), z drugiej połowy XIX wieku, murowany, w 1989 r. przeszedł kapitalny remont. Obiekt jest trzykondygnacyjny, z użytkowym poddaszem, stylizowany na warowny zamek. Okna pałacu są prostokątne, a portal wejściowy – ostrołukowy. W przyziemiu zachowały się sklepienia sieciowe, a w holu strop kasetonowy ze znakami zodiaku. Przy pałacu znajduje się park krajobrazowy

### Sokołowiec Środkowy
- Zespół pałacowy, nr 44, z początku XIX wieku
  - pałac
  - park

### Inne zabytki
- zabudowania gospodarcze dawnego folwarku z pierwszej ćwierci XIX wieku, przebudowane w końcu XIX wieku. Obecnie miejsce to stanowi własność prywatną. W części gospodarczej, w sąsiedztwie pałacu, działa zakład przetwórstwa owocowo-warzywnego